# Europäisches Umweltbüro

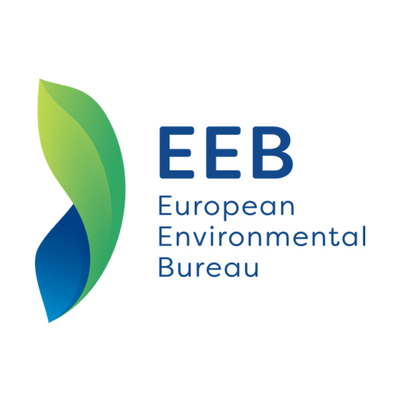

Das Europäische Umweltbüro (EEB: European Environmental Bureau) ist eine Nichtregierungsorganisation, die 1974 in Brüssel gegründet wurde. Es ist ein Dachverband von über 160 Umweltorganisationen aus 35 Ländern Europas. Es ist dem Ziel verpflichtet, die Umwelt in Europa zu schützen und zu verbessern. Es räumt Bürgern die Möglichkeit ein, sich an umweltpolitischen Entscheidungsprozessen auf EU-Ebene zu beteiligen. Seit 2019 ist Johanna Sandahl vom schwedischen SNF Präsidentin des EEB.

## Aktivitäten
Das EEB ist ein „Brückenkopf“, der es den Mitgliedsverbänden erlaubt, sich in umweltpolitische Entscheidungsprozesse in Brüssel einzubringen. Dazu betreibt es einen Informationsservice, organisiert verschiedene Arbeitsgruppen, erarbeitet Positionspapiere zu umweltpolitisch aktuellen und zu Themen, die stärkere Beachtung auf EU-Ebene finden sollten. Dabei vertritt es seine Mitgliedsverbände bei der Europäischen Kommission, dem Europäischen Parlament und dem Rat der Europäischen Union; außerdem unterstützt und begleitet es Aktivitäten von Mitgliedsverbänden zu europäischen Umweltthemen auf den nationalen Ebenen.
Die Aktivitäten des EEB sind in verschiedene Themenbereiche unterteilt; es gehört zu den Green 10 („Die grünen 10“), einer Koalition der zehn führenden auf EU-Ebene tätigen Nichtregierungs-Umweltschutzorganisationen.

## Mitglieder
Das EEB vereint über 160 Mitgliedsorganisationen. Im Deutschland sind wesentliche Mitglieder der BUND, der NABU, die DUH als Einzelverbände und der DNR als Dachverband. Der österreichische Umweltdachverband ist Mitglied des EEB und die Association Noe21 aus Genf.